# کشتی شکسته عشق
کشتی شکستهٔ عشق (به انگلیسی: Love Wrecked) (در سطح بین‌المللی بیشتر با عنوان جزیرهٔ وسوسه یا Temptation Island نیز شناخته می‌شود) که در ایران با نام‌های تباهی عشق یا غرق عشق هم شناخته می‌شود، یک فیلم کمدی رمانتیک محصول سال ۲۰۰۵ به کارگردانی راندال کلیسر و نقش آفرینی آماندا باینس است. در ابتدا قرار بود این فیلم به عنوان یک فیلم سینمایی در مدیا ۸ اینترتیمنت تولید شود، اما در نهایت به عنوان یک فیلم تلویزیونی ساخت کانال ای‌بی‌سی خانوادگی به پایان رسید. کمپانی وینستین حق پخش این فیلم را از مدیا ۸ اینترتیمنت خریداری کرد و پس از چندین تلاش برای توزیع سینمایی در ایالات متحده در نهایت حق پخش آن را به شبکه ای‌بی‌سی خانوادگی فروخت. این فیلم در ۲۱ ژانویه ۲۰۰۷ در تلویزیون به نمایش درآمد و در حال حاضر می‌توان آن را در تلویزیون لایف‌تام مشاهده کرد. این فیلم کمدی رمانتیک، دربارهٔ دختری است که به همراه یک ستاره راک در سواحل جمهوری دومینیکن سرگردان می‌شود.